# William Prout
William Prout (Horton, 15 gennaio 1785 – Londra, 9 aprile 1850) è stato un chimico britannico.
Elaborò una teoria atomistica della unità della materia nella quale assumeva come elemento primario l'idrogeno, in seguito alla scoperta che i pesi atomici dei singoli elementi sono multipli di quello dell'idrogeno.